# Eva & Nicole
Eva & Nicole (a veces referida como Eva y Nicole) es una serie de televisión española de drama creada por Daniel Écija para Antena 3 y Atresplayer. Está protagonizada por Hiba Abouk y Belén Rueda. Tuvo su estreno mundial en el Festival de Málaga el 7 de marzo de 2024, y luego se estrenó al público en Atresplayer el 2 de junio de 2024, mientras que su estreno en televisión tradicional en Antena 3 está previsto para un futuro próximo.

## Reparto
- Hiba Abouk como Eva Farouq
  - Cristina Kovani como Eva Faruk (joven)
- Belén Rueda como Nicole Pinot
  - Esmeralda Moya como Nicole Pinot (joven)
- Belinda Washington como Renata Sorni
  - Sandra Cervera como Renata Sorni (joven)
- Andrés Velencoso como Manuel
  - Javier Achaga como Manuel (joven)
- Oliver Ruano como Oliver Guevara Pinot
- Ricardo Pereira como Omar
- Selim Clayssen como Malek
- Craig Stevenson como Raimond Sadiq
- Javi Coll como Antonio
- Carlos Alcaide como Diego
- Nuria Herrero como Liza Minelli
- Daniel Lundh como Gendarme

#### Con la colaboración especial de
- Gonzalo de Castro como Alain Guevara (Episodios 5 - 8)

## Temporadas y audiencias
| Temporada | Temporada | Emisiones | Estreno           | Final               | Audiencia media | Audiencia media | Audiencia media |
| Temporada | Temporada | Emisiones | Estreno           | Final               | Espectadores    | Share           |                 |
| --------- | --------- | --------- | ----------------- | ------------------- | --------------- | --------------- | --------------- |
|           | 1         | 8         | 8 de mayo de 2025 | 26 de junio de 2025 | 857 000         | 9,4%            |                 |

## Capítulos
| N.º | Título                           | Dirigido por         | Escrito por                                                                                               | Fecha de estreno en Antena 3 | Fecha de preestreno en Atresplayer Premium | Audiencia en Antena 3 |
| --- | -------------------------------- | -------------------- | --- | ---------------------------- | ------------------------------------------ | --------------------- |
| 1   | «La reina de la noche»           | David Molina Encinas | Daniel Écija, Patricia Trueba, César Mendizábal, Iñaki San Román y Paula López Cuervo                     | 8 de mayo de 2025            | 2 de junio de 2024                         | 1 133 000 (11,5%)     |
| 2   | «La nuit de Eva»                 | David Molina Encinas | Daniel Écija, Patricia Trueba, César Mendizábal, Iñaki San Román y Paula López Cuervo                     | 15 de mayo de 2025           | 9 de junio de 2024                         | 933 000 (9,7%)        |
| 3   | «Ojo por ojo»                    | Antonio Hernández    | Daniel Écija, Patricia Trueba, César Mendizábal, Iñaki San Román y Paula López Cuervo                     | 22 de mayo de 2025           | 16 de junio de 2024                        | 899 000 (9,9%)        |
| 4   | «Bala perdida»                   | Antonio Hernández    | Daniel Écija, Patricia Trueba, César Mendizábal, Iñaki San Román y Paula López Cuervo                     | 29 de mayo de 2025           | 23 de junio de 2024                        | 792 000 (9,0%)        |
| 5   | «Eva al desnudo»                 | Álvaro Vicario       | Daniel Écija, Patricia Trueba, César Mendizábal, Iñaki San Román, Paula López Cuervo y Andrés Martín Soto | 5 de junio de 2025           | 30 de junio de 2024                        | 799 000 (8,5%)        |
| 6   | «La mina de Malek»               | Álvaro Vicario       | Daniel Écija, Patricia Trueba, César Mendizábal, Iñaki San Román y Andrés Martín Soto                     | 12 de junio de 2025          | 7 de julio de 2024                         | 781 000 (8,6%)        |
| 7   | «Limpio a lupa»                  | David Molina Encinas | Daniel Écija, Patricia Trueba, César Mendizábal, Iñaki San Román y Andrés Martín Soto                     | 19 de junio de 2025          | 14 de julio de 2024                        | 732 000 (8,6%)        |
| 8   | «Hasta que la muerte nos separe» | David Molina Encinas | Daniel Écija, Patricia Trueba, César Mendizábal, Iñaki San Román y Andrés Martín Soto                     | 26 de junio de 2025          | 21 de julio de 2024                        | 788 000 (9,5%)        |

## Evolución de audiencias
| Temporada | Temporada | Episodio número | Episodio número | Episodio número | Episodio número | Episodio número | Episodio número | Episodio número | Episodio número |
| Temporada | Temporada | 1               | 2               | 3               | 4               | 5               | 6               | 7               | 8               |
| --------- | --------- | --------------- | --------------- | --------------- | --------------- | --------------- | --------------- | --------------- | --------------- |
|           | 1         | 1133            | 933             | 899             | 792             | 799             | 781             | 732             | 788             |

## Producción
En agosto de 2023, en una entrevista al Diario de Sevilla, Belén Rueda dijo que tenía previsto el rodaje de una serie titulada Eva y Nicole. El 3 de octubre de 2023, se anunció que la serie, cuya escritura correcta de su título sería Eva & Nicole, estaba creada por Daniel Écija y producida por su productora Good Mood para Antena 3, y que Hiba Abouk coprotagonizaría la serie junto a Rueda. Ese mismo mes, Belinda Washington fue anunciada como parte del reparto de la serie. El rodaje de Eva & Nicole comenzó a mediados de noviembre de 2023 en Marbella.

## Lanzamiento y marketing
A mediados de febrero de 2023, se anunció que Eva & Nicole tendría su estreno mundial en el Festival de Málaga el 7 de marzo de 2024. En mayo de 2024, Atresplayer sacó el tráiler de la serie y programó su estreno para el 2 de junio de 2024, antes de su estreno en televisión tradicional en Antena 3 en un futuro próximo.